# Struktur (samhälle)
Struktur eller samhällsstruktur är inom samhällsvetenskapen ett begrepp som syftar på de mönster och system som råder i samhället och som påverkar hur människor beter sig och interagerar med varandra. Strukturer kan innefatta sociala, politiska, ekonomiska, juridiska och kulturella normer och institutioner, som skapar ordning och stabilitet i samhället. Strukturer kan vara både synliga och osynliga och kan påverka olika aspekter av människors liv, såsom deras val, möjligheter, maktrelationer och sociala status. Strukturerna kan både stödja och begränsa människors handlingar och de kan vara antingen positiva eller negativa beroende på vilka värden och intressen de representerar.
Inom samhällsvetenskapen är det vanligt att analysera och diskutera strukturer på olika nivåer, från individnivå till samhällsnivå, för att bättre förstå hur de påverkar människors liv och samhällets utveckling över tid.